# Majagua (miasto)
Majagua – miasto na Kubie, w prowincji Ciego de Ávila. W 2004 r. miasto to zamieszkiwało 26 617 osób.